# Pravo u 1328.
◄◄ | ◄ | 1325. | 1326. | 1327. | 1328.  | 1329. | 1330. | 1331. | ► | ►►
Arhitektura • Astronomija • Glazba • Knjige • Književnost • Kršćanstvo • Medicina • Pravo • Promet • Slikarstvo • Znanost
Pravo u 1328.

## Hrvatska i u Hrvata

### Događaji
- Rapski statut

## Vanjske poveznice
|  | Zajednički poslužitelj ima još gradiva o temi Pravo |